# Steven Sund
Steven A. Sund is een Amerikaans politiefunctionaris. Van 13 juni 2019 tot 8 januari 2021 stond hij aan het hoofd van de United States Capitol Police, de wetshandhavingsinstantie die belast is met de bescherming van het Amerikaans Congres. Sund kondigde na de bestorming van het Capitool zijn vertrek aan.
Hij was hoofd operaties van de Capitol Police tussen 2017 en 2019 en werkte daarvoor meer dan 25 jaar bij de politie van Washington D.C. Daar was hij als veiligheidscoördinator verantwoordelijk voor onder meer de presidentiële inauguraties van 2001, 2005, 2009 en 2013. Hij is een erkend deskundige op het gebied van incidentenbestrijding en was commandant ter plaatse tijdens de schietpartijen bij het Holocaust Memorial Museum (2009), de Family Research Council (2012) en de Washington Navy Yard (2013). 
Bij de bestorming van het Amerikaanse Capitool op 6 januari 2021 werd de Capitol Police overlopen. Het gebouw was niet meer binnengevallen na de Verbranding van Washington door de Britten in 1814. Voorzitter van het Huis van Afgevaardigden Nancy Pelosi riep een dag later op tot het ontslag van Sund. Deze kondigde dezelfde dag zijn vertrek aan en werd opgevolgd door Yogananda Pittman.